# Phileas (bisschop)
Phileas  † 305 (martelaar te Alexandrië) was bisschop van Thmuis (Tmai in de nijldelta van Egypte).
Er zijn van hem in zowel Grieks als Latijn de Handelingen van Phileas bekend. Hij was een rijk man, volgens zijn Romeinse ondervragers kon hij de hele stad wel onderhouden. Handelingen van Phileas 5:11 stelt: Laat uw ja een ja zijn en uw nee een nee. Phileas weigerde dan ook een eed te zweren omdat hij dat overbodig vond.